# Olympische Sommerspiele 2012/Teilnehmer (Malawi)
| Gelbes Symbol für Goldmedaillen mit stilisierten Olympischen Ringen | Graues Symbol für Silbermedaillen mit stilisierten Olympischen Ringen | Braundes Symbol für Bronzemedaillen mit stilisierten Olympischen Ringen |
| ------------------------------------------------------------------- | --------------------------------------------------------------------- | ----------------------------------------------------------------------- |
| —                                                                   | —                                                                     | —                                                                       |

Malawi nahm in London an den Olympischen Spielen 2012 teil. Es war die insgesamt neunte Teilnahme an Olympischen Sommerspielen. Die Olympic and Commonwealth Games Association of Malawi nominierte drei Athleten in zwei Sportarten.
Fahnenträger bei der Eröffnungsfeier war der Leichtathlet Mike Tebulo.

## Teilnehmer nach Sportarten

### Leichtathletik
Laufen und Gehen
| Athleten          | Wettbewerb | Vorlauf | Vorlauf | Halbfinale         | Halbfinale         | Finale             | Finale             | Rang |
| Athleten          | Wettbewerb | Zeit    | Rang    | Zeit               | Rang               | Zeit               | Rang               | Rang |
| ----------------- | ---------- | ------- | ------- | ------------------ | ------------------ | ------------------ | ------------------ | ---- |
| Frauen            |            |         |         |                    |                    |                    |                    |      |
| Ambwene Simukonda | 400 m      | 54,20 s | 5       | nicht qualifiziert | nicht qualifiziert | nicht qualifiziert | nicht qualifiziert | 37   |
| Männer            |            |         |         |                    |                    |                    |                    |      |
| Mike Tebulo       | Marathon   | –       | –       | –                  | –                  | 2:19,11 min        | 44                 | 44   |

### Schwimmen
| Athleten        | Wettbewerb    | Vorlauf | Vorlauf | Halbfinale         | Halbfinale         | Finale             | Finale             | Rang |
| Athleten        | Wettbewerb    | Zeit    | Rang    | Zeit               | Rang               | Zeit               | Rang               | Rang |
| --------------- | ------------- | ------- | ------- | ------------------ | ------------------ | ------------------ | ------------------ | ---- |
| Frauen          |               |         |         |                    |                    |                    |                    |      |
| Joyce Tafatatha | 50 m Freistil | 27,74 s | 1       | nicht qualifiziert | nicht qualifiziert | nicht qualifiziert | nicht qualifiziert | 46   |